# Vila Verde dos Francos

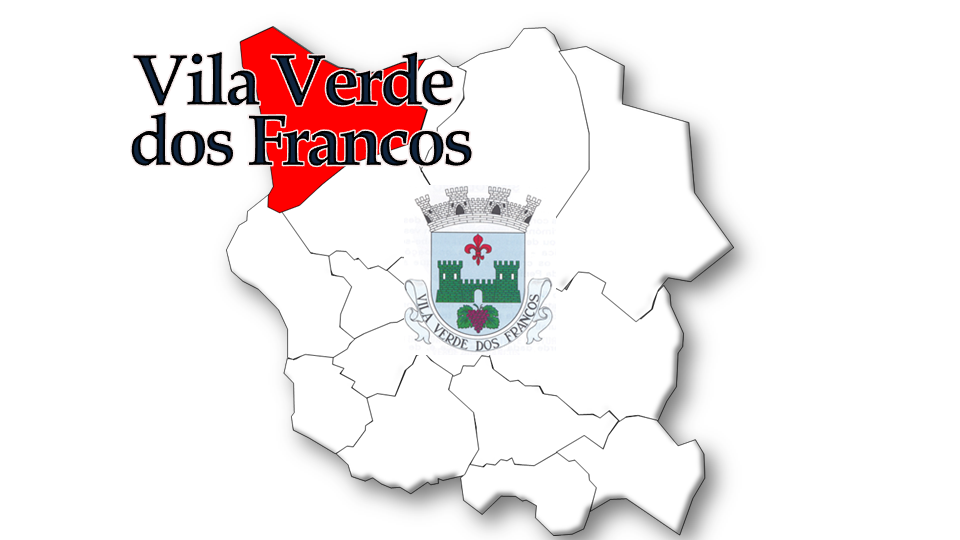
Localização da Freguesia de Vila Verde dos Francos no Município de Alenquer

Vila Verde dos Francos é uma povoação portuguesa sede da Freguesia de Vila Verde dos Francos do Município de Alenquer, freguesia com 28,01 km² de área e 1049 habitantes (censo de 2021), tendo, por isso, uma densidade populacional de 37,5 hab./km².
Foi sede de concelho, com foral datado de 1160; este foi extinto no início do século XIX e integrado no também extinto concelho de Aldeia Galega da Merceana, onde esteve até este ser suprimido, em 1855. O concelho era constituído apenas pela freguesia da sede.
Foi doada aquando da conquista de Lisboa a um franco chamado Alardo.

## Demografia
A população registada nos censos foi:
| Distribuição da População por Grupos Etários | Distribuição da População por Grupos Etários | Distribuição da População por Grupos Etários | Distribuição da População por Grupos Etários | Distribuição da População por Grupos Etários |
| -------------------------------------------- | -------------------------------------------- | -------------------------------------------- | -------------------------------------------- | -------------------------------------------- |
| Ano                                          | 0-14 Anos                                    | 15-24 Anos                                   | 25-64 Anos                                   | > 65 Anos                                    |
| 2001                                         | 186                                          | 167                                          | 637                                          | 300                                          |
| 2011                                         | 138                                          | 101                                          | 616                                          | 307                                          |
| 2021                                         | 116                                          | 82                                           | 556                                          | 295                                          |

## Política
A freguesia de Vila Verde dos Francos é administrada por uma Junta de Freguesia, liderada por Ana Filipa Batista Martinho Correia, eleita nas eleições autárquicas de 2021 pelo Grupo Cidadãos Eleitores Filipa Martinho (FMTPF).[carece de fontes?]
Existe uma assembleia de freguesia, que é o órgão deliberativo, constituída por 7 membros.
O partido mais representado na Assembleia de Freguesia é o FMTPF com 5 membros (maioria absoluta), seguido Partido Socialista [PS] com 2. Esta assembleia elegeu os 2 vogais da Junta de Freguesia, secretário Cedrico Matos Romão, tesoureiro Eunice Ferreira da Cruz.
O presidente da Assembleia de Freguesia é Romeu Alexandre Romão Rodrigues, 1ª Secretária Joana Filipa Ferreira Isidoro e 2º Secretário Tiago de Matos Vicente.

## História
Gonçalo Lourenço de Gomide foi o 1º Senhor de Vila Verde dos Francos no século XV, cuja família deu origem aos Condes de Vila Verde dos Francos, Marqueses de Angeja e Condes de Peniche.

## Património
- Ruínas do Castelo de Vila Verde dos Francos
- Palácio dos Marqueses de Angeja
- Quinta do Convento da Visitação, com os túmulos de alguns elementos da família Noronha e um Pelourinho que lamentavelmente desapareceu. Podem-se observar algumas curiosas casas de traça medieval, tendo uma delas supostamente sido uma Mesquita da época anterior à reconquista cristã.

### Património arquitectónico não classificado[5]
- Igreja de Nossa Senhora dos Anjos
- Igreja da Misericórdia
- Capela de Santa Bárbara
- Fonte Gótica
- Fonte Setecentista